# Werner Adams
Werner Adams (* 22. Juni 1898 in Berlin; † 10. Januar 1987 in Münster) war ein deutscher Eisenbahningenieur. Von 1932 bis 1963 leitete er die Westfälische Landes-Eisenbahn (WLE).

## Leben
Nach dem Kriegsdienst im Ersten Weltkrieg begann Adams 1919 das Studium des Bauingenieurwesens an der Technischen Hochschule Berlin, das er 1923 als Diplomingenieur abschloss. Im gleichen Jahr trat er zur Fortsetzung seiner Ausbildung in die Dienste der Deutschen Reichsbahn, wo er 1926 das Zweite Staatsexamen bestand. Daran anschließend übernahm er 1926 die Bauleitung für eine Kleinbahnanlage in Altena und wechselte 1927 zum Betriebsamt Duisburg der Reichsbahn. Dort war er Leiter des Bahnhofs Essen-Bergeborbeck und leitete den Bau des Haltepunkts Duisburg-Obermeiderich. Ebenso war er am Umbau des Bahnhofs Oberhausen beteiligt. 1931 erfolgte seine Ernennung zum Reichsbahnrat. 
Als Nachfolger für den in den Ruhestand getretenen Direktor Hermann Mumme übernahm Adams am 8. April 1932 den Posten als Vorstandsmitglied und Oberster Betriebsleiter der Westfälischen Landes-Eisenbahn in Lippstadt. Zunächst ließ er sich dafür bei der Reichsbahn beurlauben, trat dann aber zum 3. Januar 1934 vollständig in die Dienste der WLE und kündigte bei der Reichsbahn. Bis zu seinem Eintritt in den Ruhestand Ende 1963 blieb er Leiter der WLE. Er trug die Beamtentitel Regierungsbaumeister und Eisenbahndirektor. Ab 1941 war er zugleich Geschäftsführer der Kraftverkehr Westfalen GmbH in Lippstadt, der für den Busverkehr zuständigen WLE-Tochter.
Er heiratete Margaret geb. Plassmann (* 1898), die Tochter von Otto Plassmann (1861–1932), der von 1895 bis 1919 Oberbürgermeister der Stadt Paderborn war. Seine Frau hatte in Köln Sozialwissenschaften studiert und danach promoviert.
1964 erhielt Werner Adams von Ernst Schlensker, dem damaligen Regierungspräsidenten des Regierungsbezirks Arnsberg, das Bundesverdienstkreuz erster Klasse überreicht.

## Veröffentlichungen
- Werner Adams, Theodor Mertens: 50 Jahre Westfälische Landes-Eisenbahn. Felgentreff, 1933.